# ムロオ
株式会社ムロオ（英: Muroo Co., Ltd.）は、日本の物流会社である。広島県呉市に本社を置き、主に冷凍・冷蔵食品（チルド食品）の輸送を手がけている。

## 概要
1975年（昭和50年）に広島県倉橋島室尾地区（現・呉市倉橋町室尾）出身の山下俊夫が創業した。設立当初の社名は「室尾冷凍運輸」であり、倉橋島産の生牡蠣を県外へ冷蔵輸送することを目的として始まった。
2003年（平成15年）に現在の「ムロオ」へ改称。社名変更の理由は、冷凍食品以外にも幅広く食品輸送を行っていたことや、親しみやすさを重視したことによる。社名は創業地の室尾地区に由来する。
現在は広島県を中心に日本全国へ物流ネットワークを拡大し、複数の食品メーカーの商品を混載輸送する事業を展開している。

## マスコットキャラクター
ムロオのトラックにはペンギンをモチーフとしたキャラクター「ブルペンくん」が描かれている。このキャラクターは、同社の輸送サービスの名称「ブルーライン便」とペンギンを組み合わせて命名され、社内公募により決定したものである。

## 物流研究会と地域連携
ムロオは、2022年に「九州物流研究会」、2023年に「北海道物流研究会」の設立に関与した。これらの研究会は、イオン九州、西友、トライアルホールディングスなど複数の小売企業と連携し、トラックの空車回送削減や共同配送、物流拠点の共用化などを目的としている。背景には、トラックドライバーの時間外労働規制が強化される「2024年問題」や環境負荷軽減への対応があるとされる。

## 不祥事
2017年（平成29年）10月に岡山県津山市の中国自動車道で同社のトラックが道路上に落としたスペアタイヤに乗用車が乗り上げ、乗車していた2名が路肩に避難していたところ、後続のトレーラーがそのスペアタイヤに乗り上げ横転し、路肩の2名が巻き込まれ死亡した事故が発生。タイヤの固定器具がさびており、点検整備が不十分であったことが落下の原因であったとして同社松江営業所の所長およびトラック運転手がそれぞれ業務上過失致死、自動車運転処罰法違反の疑いで書類送検されている。なお、当時は法律上スペアタイヤの点検義務がなかったため、この事故を受けて国は2018年（平成30年）10月よりスペアタイヤの点検を義務化している。

## 社会活動・協賛活動
2016年（平成28年）より関西ラグビーフットボール協会と命名権契約を締結し、関西の大学ラグビー1部リーグ（Aリーグ）は「ムロオ関西大学ラグビーAリーグ」の名称で開催されている。